# Episodi di Twin Princess - Principesse gemelle

Le protagoniste, Rein e Fine, e il logo italiano della serie

Lista degli episodi di Twin Princess - Principesse gemelle, anime di due serie trasmesso in Giappone su TV Tokyo. La prima, composta da 51 episodi, è andata in onda dal 2 aprile 2005 al 25 marzo 2006; la seconda, composta da 52 episodi, è andata in onda dal 1º aprile 2006 al 31 marzo 2007.
In Italia è stato acquistato da Mediaset, che l'ha trasmesso su Italia 1 dal 19 gennaio 2009 all'11 settembre 2010. Gli ultimi tre episodi della seconda serie sono andati in onda in prima visione su Hiro il 31 luglio 2011. Per la messa in onda italiana, alcuni episodi presentano doppio titolo perché sono stati divisi in due parti da 12 minuti ciascuno; nelle repliche successive la serie è stata riproposta con gli episodi interi.
Le sigle originali di apertura sono Princess wa akiramenai (プリンセスはあきらめない?) per la prima serie e Kimi no ashita (キミのアシタ?) per la seconda, entrambe interpretate da FLIP-FLAP. Quelle di chiusura sono Oshare Fantasy (おしゃれファンタジー?) di Fine★Rein (Megumi Kojima & Yūko Gotō) (prima serie; ep. 1-28), Patatata run♪ (パタタタ・ルン♪?) di Fine★Rein (prima serie; ep. 29-51), Gakuen tengoku (学園天国?) di Wonder☆5 (seconda serie; ep. 1-26), Gakuen tengoku ~ Fine★Rein Version (学園天国～ファイン★レインばーじょん?) di Fine★Rein (seconda serie; ep. 27), Churucchu☆Rock! (チュルッチュ☆ロック！?) di Wonder☆5 (seconda serie; ep. 28-51), Oshare Fantasy (Orchestra Version) (おしゃれファンタジー（オーケストラヴァージョン）?) di Fine★Rein (seconda serie; ep. 52). La sigla italiana, invece, è cantata da Cristina D'Avena.

## Lista episodi

### Prima serie
| Nº | Titolo italiano Giapponese 「Kanji」 - Rōmaji - Traduzione letterale | In onda           | In onda                    |
| Nº | Titolo italiano Giapponese 「Kanji」 - Rōmaji - Traduzione letterale | Giapponese        | Italiano                   |
| 1  | Le principesse gemelle 「とびきりスマイル☆ふたごのプリンセス」 - Tobikiri sumairu☆Futago no purinsesu – "Sorrisi eccellenti☆Le principesse gemelle" | 2 aprile 2005     | 19 gennaio 2009            |
| 1  | Fine e Rein sono le due principesse gemelle del Regno Solare e nel loro castello sta per svolgersi la prima festa delle principesse del pianeta Wonder, che eleggerà la principessa più aggraziata. Prima che inizi la festa, le due sorelle sono chiamate dalla principessa Grace, un'antica principessa del Regno Solare, che affida loro il potere di Prominence per salvare la stella nota come Benedizione del Sole e l'intero pianeta: infatti, la stella si sta spegnendo e questo rappresenta per il pianeta Wonder una minaccia di distruzione. Per aiutarle nel difficile compito, Grace dona loro Poomo, un folletto guida. La prima missione consiste nel sostenere la timida principessa Lione del Regno di Meramera: grazie all’aiuto di Fine e Rein, Lione riesce a vincere la gara, ballando con il principe Bright. Nel frattempo, un individuo misterioso assiste alla scena da lontano. |                   |                            |
| 2  | Viaggio nel Regno di Meramera! - Salviamo il ristorante di Howan 「メラメラの国☆はらぺこでプロミネンス」 - Meramera no kuni☆Harapeko de Purominensu – "Il Regno di Meramera☆Prominence della fame" | 9 aprile 2005     | 19-20 gennaio 2009         |
| 2  | Desiderando rivedere Lione, le gemelle vanno nel Regno di Meramera. Colte da fame improvvisa, decidono di andare a mangiare in un ristorante, ma il cuoco Howan non riesce più a cucinare come si deve a causa della mancanza di una spezia. Le principesse decidono di aiutarlo e così Howan ritrova la sua vena culinaria. Prima di tornare a casa, le gemelle incontrano il misterioso individuo che era presente alla festa: il ragazzo dice qualcosa a proposito della Fiamma del Drago e del destino del pianeta, ma Fine e Rein non riescono a capire che cosa voglia dire. |                   |                            |
| 3  | Il drago di Meramera 「ドラゴン退治☆そんなのむりむり？」 - Doragon taiji☆Sonna no murimuri? – "Eliminare il drago☆Una cosa impossibile?" | 16 aprile 2005    | 20 gennaio 2009            |
| 3  | Fine e Rein arrivano alla corte di Meramera, ma la principessa Lione è preoccupata: dalla montagna esce del fumo e questo significa che il drago è irrequieto. Il re Wohl e Tio, fratello di Lione, partono per chiudere la bocca del vulcano, ignorando che il drago sta male. Lione, avendo visto vacillare la Fiamma del Drago, una grossa gemma che riflette lo stato del drago, intuisce che c'è qualcosa che non va e si precipita al vulcano. Alla fine le gemelle usando i loro poteri riescono a calmare il drago e a riportare la tranquillità. |                   |                            |
| 4  | Il crea-gioielli - Aiutiamo Taby 「すてきなデコール☆がんばっちゃおう」 - Suteki na dekōru☆Ganbacchaou – "Il bel Decor☆Facciamo del nostro meglio" | 23 aprile 2005    | 21 gennaio 2009            |
| 4  | La regina Elsa fa alle sue figlie un prezioso dono: il crea-gioielli. Per utilizzarlo al meglio, le due sorelle vogliono cercare delle perle e si avventurano nel loro regno alla ricerca delle gemme. Incontrano Jill, che lavora presso le stazioni meteorologiche sotto il castello solare. La gattina è in pena per un suo amico, Tabi, lavoratore diligente che vuol fare tutto da solo e non si riposa da tempo. Rein e Fine aiutano la loro nuova amica e fanno capire a Tabi che, anche nel lavoro, è importante la collaborazione. |                   |                            |
| 5  | La seconda festa delle principesse - Caccia al ladro 「今度は優勝☆プリンセスパーティ」 - Kondo wa yūshō☆Purinsesu Pāti – "Questa volta si vince☆Princess Party" | 30 aprile 2005    | 21-22 gennaio 2009         |
| 5  | Nel corso della seconda festa delle principesse, quella per eleggere la principessa più elegante, che si svolge nel Regno di Meramera, la preziosa collana di Altezza viene rubata e vengono accusate del furto le principesse di Tanatana. Fine e Rein riescono a trovare i veri colpevoli, ovvero delle gazze ladre. La comparsa del ragazzo misterioso, che si chiama Eclipse, crea un po' di trambusto, ma la festa continua. Con l’aiuto del creagioielli, le principesse di Tanatana vincono la competizione. |                   |                            |
| 6  | Misteri da scoprire 「占いで知りたい☆エクリプスの秘密」 - Uranai de shiritai☆Ekuripisu no himitsu – "Chiedi all'indovina☆Il segreto di Eclipse" | 7 maggio 2005     | 22 gennaio 2009            |
| 6  | Per scoprire qualcosa di più sul misterioso Eclipse, le gemelle si recano da una famosa indovina del Regno della Luna, che però approfitta della loro buona fede e non rivela nulla di nuovo. Dopo essersi perse nel deserto, Fine e Rein incontrano proprio Eclipse, il quale prende lo Scrigno Solare di Fine per esaminarlo. Trovando l'oggetto inutile, il ragazzo lascia che la ragazza se lo riprenda e poi sparisce. Confuse, le gemelle vorrebbero tornare a casa, ma non c'è abbastanza energia per il teletrasporto: le principesse dovranno aspettare che Poomo torni a prenderle. |                   |                            |
| 7  | Un viaggio non programmato - La regina degli scorpioni 「お城に帰れな～い！☆ここほれラビラビ」 - Oshiro ni kaerenai!☆Koko hore Rabirabi – "Non possiamo tornare al castello!☆Scava qui Rabirabi" | 14 maggio 2005    | 23 gennaio 2009            |
| 7  | Aspettando il ritorno di Poomo, Fine e Rein decidono di visitare la Valle delle Stelle del Regno della Luna. Arrivate sul posto, fanno la conoscenza di Mia, una coniglietta che lavora agli scavi. Ad un certo punto si risveglia la regina degli scorpioni, che minaccia di distruggere tutto, ma le gemelle salvano la cava con il loro potere. Ancora una volta appare Eclipse, intenzionato a scoprire qualcosa di più sul potere di Prominence. Non trovando adeguate risposte, il ragazzo scompare, lasciando le due sorelle sempre più disorientate. |                   |                            |
| 8  | La gara di gioielleria - L'importanza della semplicità 「ゴージャスが決め手☆デコールの戦い」 - Gōjasu ga kimete☆Dekōru notatakai – "Crealo bellissimo☆La battaglia delle decorazioni" | 21 maggio 2005    | 23-26 gennaio 2009         |
| 8  | Nel Regno dei Gioielli ci sono due bravissimi orefici: Madame Butterfly ed il signor Sirius. Per stabilire chi sia il migliore, Altezza indice una gara e chi perderà dovrà andarsene. Fine e Rein aiutano il signor Sirius, figlio di due maestri della regina Elsa. Ritrovando lo spirito della semplicità, Sirius realizza un semplice anello che risulta molto diverso dallo sfarzoso diadema di Madame Butterfly. Nonostante Altezza preferisca il diadema, i due orefici decidono di convivere pacificamente, in quanto creatori di stili diversi. |                   |                            |
| 9  | La città dei giocattoli - La discarica dei giocattoli 「宝石の国☆おもちゃの町においでよ」 - Hōseki no kuni☆Omocha no machi ni oide yo – "Il regno dei gioielli☆Vieni alla città dei giocattoli" | 28 maggio 2005    | 26-27 gennaio 2009         |
| 9  | Incuriosite da uno strano volantino pubblicitario, le gemelle si recano nella famosa città dei giocattoli, dove incontrano Pupetta, una bambola che vuole giocare con loro. Arrivata la sera, le due ragazze vorrebbero tornare a casa, ma i giocattoli, abbandonati già una volta, non vogliono lasciarle andare, e neanche l'intervento del principe Bright sblocca la situazione. Alla fine, si scopre che faceva tutto parte di un piano di Eclipse per costringere le gemelle ad invocare Prominence. Non avendo scelta, le sorelle lo usano e procurano ai giocattoli nuovi padroni. Vengono promosse al grado di Principesse Sfavillanti. |                   |                            |
| 10 | La gara dei dolci - Un vero disastro 「お菓子を作ろう☆プリンセスパーティ」 - Okashi wo tsukurou☆Purinsesu Pāti – "Facciamo dei dolci☆Princess Party" | 4 giugno 2005     | 27-28 gennaio 2009         |
| 10 | Arriva la terza gara delle principesse, che si deve svolgere nel Regno dei Gioielli: questa volta la sfida riguarda la preparazione di un dolce. Durante la gara, Fine e Rein scoprono l'immensa cucina di Altezza ma alla richiesta delle due principesse di poterla usare per preparare meglio il loro dolce la viziata principessa le caccia Lione termina lo zucchero e le due gemelle l’accompagnano da Altezza per chiederne un po’, ma la principessa con un atto di vero egoismo si rifiuta di darlo. Il potere di Prominence aiuta Lione, ma distrugge la torta di Altezza; comunque, alla fine è Milky a vincere. Fine e Rein hanno un battibecco con Altezza rinfacciandole che la disgrazia avvenuta su di lei è derivata proprio dalla sua mancata generosità e condivisione verso gli altri poiché questo non sarebbe accaduto se lei non si fosse comportata in quel modo viziato ed egoista ma Altezza non volendo accettare il rimprovero per le sue azioni se ne va in modo arrogante. Alla fine l'insieme degli eventi di tutto questo le porta a retrocedere a Principesse Principianti. |                   |                            |
| 11 | La buona educazione - La sorpresa 「マジ修行☆もっとすてきにプリンセス」 - Maji shugyō☆Motto suteki ni purinsesu – "Alleniamoci duramente☆La principessa più bella" | 11 giugno 2005    | 28-29 gennaio 2009         |
| 11 | Preoccupate per il litigio con Altezza, Fine e Rein chiedono a Camelot di aiutarle a diventare delle vere principesse. La governante, non perdendo tempo, chiama a raccolta tutti i migliori istruttori del regno, ma le gemelle li sfiniscono tutti. Disperata, Camelot porta le gemelle da Omendo, il responsabile delle stazioni meteorologiche del Regno Solare. Schiacciando bottoni a caso, le sorelle creano un pasticcio che mette in pericolo la vita di Omendo. Per salvarlo usano il potere, superano la prova e conquistano il livello di Principesse Sfavillanti. |                   |                            |
| 12 | Una pericolosa siccità - Rapimenti 「タネタネの国☆ちっちゃいって大変」 - Tanetane no kuni☆Chicchitte taihen – "Il regno di Tanetane☆È difficile essere piccoli" | 18 giugno 2005    | 29-30 gennaio 2009         |
| 12 | Nel Regno di Tanatana non piove da mesi e le piante sono tutte a rischio. Fine commenta che la pioggia non è necessaria e l’Albero Madre la punisce, trasformandola in una scimmietta. Portata via da un gruppo di scimmie ladre di cibo, scopre che rubano perché la siccità ha dimezzato le loro riserve. Nel frattempo, Rein, il re di Tanatana e le principessine partono per salvare Fine dalle scimmie. Quando la principessa dimostra di voler aiutare i suoi nuovi amici, ritorna ragazza e può usare il Prominence: arriva la tanto desiderata acqua e tutto si sistema. Ma appare Eclipse: nel tentativo di parlargli, Fine spaventa il cavallo del ragazzo, Regina, e, accidentalmente, viene rapita. |                   |                            |
| 13 | La foresta della paura - Il mangia-sogni 「こわ～い森☆ちょっぴりドキドキの体験」 - Kowa~i mori☆Choppiri dokidoki no taiken – "La foresta spavento~sa☆Piccole esperienze di batticuore" | 25 giugno 2005    | 30 gennaio-2 febbraio 2009 |
| 13 | Fine ed Eclipse arrivano nel profondo di una misteriosa foresta: il ragazzo decide di cercare una via d'uscita ed è seguito dalla principessa, che avverte un certo interesse per lui. Rein, cercando Fine, incontra il principe Bright che la prende con sé. Finalmente Rein e Fine si ritrovano, ma vengono catapultate in uno strano sogno. Infine si scopre che la surreale atmosfera era causata da Snowy, un tapiro mangia-sogni. Nel separarsi, Bright ed Eclipse litigano: Rein capisce che il suo amato Bright è interessato a Fine, e le due gemelle finiscono per litigare. |                   |                            |
| 14 | Gelosie e litigi - L'unione fa la forza 「プーモの修行☆ケンカしちゃったふたご」 - Pūmo no shugyō☆Kenka shichatta futago – "L'allenamento di Poomo☆Le gemelle hanno litigato" | 2 luglio 2005     | 2-3 febbraio 2009          |
| 14 | Poomo, disperato per la condotta di Fine e di Rein, decide di acquistare un aspetto più autoritario per costringerle a smettere di litigare. Così parte per andarsi ad allenare da un vecchio maestro di arti marziali. Preoccupate, le due sorelle vanno a cercarlo, ognuna per proprio conto, ma, quando Poomo rischia di cadere in un burrone, ogni litigio viene dimenticato e il piccolo folletto è salvato dal potere di Prominence. Le gemelle fanno pace. |                   |                            |
| 15 | Un invito misterioso - Dolce risveglio 「月の国☆謎の招待状」 - Tsuki no Kuni☆Nazo no jōtaijō – "Il Regno della Luna☆L'invito misterioso" | 9 luglio 2005     | 3-4 febbraio 2009          |
| 15 | Le due principesse vengono invitate nel Regno della Luna per la festa della Luna Piena. Giunte sul posto, scoprono che in realtà la regina non ha mandato loro nessun invito, ma decidono comunque di rimanere. Il Golem Moon Moon, mascotte della festa, tuttavia, non vuole svegliarsi, preannunciando imminenti sciagure. Fine e Rein ricorrono al Prominence, nonostante Eclipse tenti di fermarle. Il Golem si sveglia ed il ministro raggiunge il suo scopo, ottenendo la prova della potenza del potere. Quando Fine conosce il principe Shade, nota che ha qualcosa di familiare. |                   |                            |
| 16 | Un mistero svelato - Milky è nei guai 「ミルキー大ピンチ☆エクリプスの正体」 - Mirukī dai pinchi☆Ekuripusu no shōtai – "Milky in grande pericolo☆L'identità di Eclipse" | 16 luglio 2005    | 4-5 febbraio 2009          |
| 16 | Fine e Rein, ancora nel Regno della Luna, tornano alle rovine Moon Moon. Milky decide di raggiungerle per dirgli che Eclipse non è un cattivo ragazzo: la bambina ha infatti scoperto che si tratta di suo fratello Shade. Rau e Yan, per costringere Fine e Rein a usare il Prominence e sottrarglielo, catturano Milky. Benché Eclipse, per sventare i piani del ministro, cerchi di evitare che lo usino, le due gemelle salvano Milky con la magia. La regina Maria, per ringraziale, dona loro il Moongram Musicale. |                   |                            |
| 17 | Lo sport, che passione! - Le gare 「燃えろスポーツ！☆プリンセスパーティ」 - Moero supōtsu!☆Purinsesu Pāti – "Passione per lo sport!☆Princess Party" | 23 luglio 2005    | 5-6 febbraio 2009          |
| 17 | La quarta gara delle principesse porta Rein e Fine nel Regno di Tanatana: il titolo per cui si compete è principessa dello sport. Prima che inizi la competizione, Eclipse tenta di fermare Rau e Yan, ma viene scoperto e sfidato dal principe Bright; per fortuna, Fine e Rein intervengono e interrompono il duello. La gara può riprendere: le prove sono molte e difficili, ma alla fine la vincitrice è Mirlo, principessa del Regno della Goccia, che ha trovato la fiducia necessaria a vincere grazie a Rein. |                   |                            |
| 18 | Gara di mongolfiere 「かざぐるまの国ＶＳ宝石の国☆気球でバトル」 - Kazaguruma no Kuni VS Hōseki no Kuni☆Kikyū de batoru – "Regno del Mulino a Vento VS Regno dei Gioielli☆La battaglia con le mongolfiere" | 30 luglio 2005    | 6 febbraio 2009            |
| 18 | Nel Regno dei Gioielli si sta per tenere l'annuale competizione tra mongolfiere, nella quale il Regno dei Gioielli sfiderà il Regno del Mulino a Vento, da sempre suo rivale. Auler e Sophie gareggiano, quindi, contro Bright e Altezza, ma nonostante la bravura dei principi, le mongolfiere precipitano sulla Montagna dei Cristalli, trascinando con loro anche quella di Fine e Rein. Grazie al loro intervento Auler e Bright scoprono il valore della collaborazione, che consente loro di riparare le mongolfiere e salvare tutti. |                   |                            |
| 19 | Intrighi a corte - L'oscuro ministro 「しずくの国☆ミルロ結婚か？」 - Shizuku no kuni☆Miruro kekkon ka? – "Regno della Goccia☆Mirlo si sposa?" | 6 agosto 2005     | 9-10 febbraio 2009         |
| 19 | Fine e Rein partono per il Regno della Goccia per congratularsi con Mirlo, che si deve sposare, ma la ragazza non è convinta della decisione presa. Infatti, dovrebbe sposare il ricco Esteban, ancora un bambino, per avere i soldi per una nuova pompa di nuvole. Le gemelle capiscono che dietro tutto c'è lo zampino del perfido Roman e, grazie al potere di Prominence, smascherano l'oscuro ministro, restituendo a Mirlo la sua serenità. |                   |                            |
| 20 | Viaggio nel regno dell'oceano - Stelle nell'oceano 「海の流れ星☆誰も知らないもうひとつの国」 - Umi no nagareboshi☆Daremo shiranai mō hitotsu no kuni – "Le stelle cadenti del mare☆Un altro regno che nessuno conosce" | 13 agosto 2005    | 11-12 febbraio 2009        |
| 20 | È ora di andare in vacanza! Le due principesse si recano al mare e, mentre sono in spiaggia, fanno la conoscenza di Perla, la principessa del Regno dell'Oceano. Insieme trascorrono momenti memorabili tra gli abissi. Per rimediare alla nostalgia che Perla prova a causa della lontananza dei genitori, le gemelle, grazie alla magia, rendono possibile un breve ma intenso contatto tra genitori e figlia. |                   |                            |
| 21 | Un fantasma pasticcione - Un fantasma per amico 「おばけやしき☆絶叫プロミネンス」 - Obake yashiki☆Zekkyō Purominensu – "La dimora dei fantasmi☆Il Prominence delle grida" | 20 agosto 2005    | 13-16 febbraio 2009        |
| 21 | Nel viaggio di ritorno dalle vacanze, le principesse approdano nel Regno del Mulino a Vento, dove si trova Wally, un fantasma simpatico che non riesce a spaventare nessuno. Le gemelle lo aiutano, coinvolgendo anche Auler, Sophie, Bright e Altezza; quando Wally scopre che in realtà il suo vero talento è far ridere la gente, deciderà di dedicarsi a questo obiettivo. |                   |                            |
| 22 | I capricci di Altezza - Incendio a palazzo 「生意気アルテッサ☆ピンチでいやいや～ん」 - Namaiki Arutessa☆Pinchi de iya iya~n – "L'insolente Altezza☆Siamo alle strette~" | 27 agosto 2005    | 17-18 febbraio 2009        |
| 22 | Fine e Rein vengono invitate da Bright per un tè pomeridiano nel Regno dei Gioielli, al quale sono presenti anche Sophie ed Auler. Tuttavia Altezza non gradisce la loro presenza e non lo nasconde. I due loschi servitori di Roman inventano uno stratagemma per costringere Fine e Rein ad usare il Prominence e appiccano il fuoco al castello. Per salvare Altezza, intrappolata, tutti lavorano insieme, compreso Eclipse. Alla fine, la principessa è tratta in salvo. |                   |                            |
| 23 | I semi dei desideri - I fiori sono in pericolo 「運命の種☆なかよしプリンセス！？」 - Unmei no tane☆Nakayoshi purinsesu!? – "Il seme del destino☆Le principesse sono buone amiche!?" | 3 settembre 2005  | 19-20 febbraio 2009        |
| 23 | Si avvicina la festa per la migliore principessa dei fiori: Fine, Rein, Lione e le principesse di Tanatana decidono di coltivare insieme i fiori che serviranno per la competizione. Sopraggiungono nuovamente Rau e Yan, che sperano di riuscire a rubare il potere di Prominence, ed Eclipse aiuta le gemelle a metterli in fuga. Fine si convince sempre di più che il ragazzo non sia cattivo come sembra. |                   |                            |
| 24 | Tensioni nel Regno del Mulino a Vento - Eclipse è dei nostri 「かざぐるまの国☆ルーチェとっちゃだめだめ～ん」 - Kazaguruma no Kuni☆Rūche toccha dame dame~n – "Il Regno del Mulino a Vento☆Non prendete i nostri Luché~" | 10 settembre 2005 | 23-24 febbraio 2009        |
| 24 | Sophie invita le gemelle nel suo regno per il Bon Bon Festival e, una volta arrivate, Fine e Rein vengono a sapere che ci sono alcuni problemi tra il re e la tribù dei Volanti. Per risolvere il problema, si recano dalla tribù e scoprono che dietro i disordini ci sono gli uomini del ministro Roman. Eclipse accorre per salvare le sorelle in difficoltà e, insieme, smascherano la farsa. Risulta ormai evidente che il ragazzo è dalla parte delle gemelle. Anche Bright è giunto nel regno per risolvere la questione, ma essendo arrivato tardi si sente inutile e amareggiato. |                   |                            |
| 25 | Festa nel Regno della Luna - Una festa rovinata 「いなごでびっくり☆プリンセスパーティ」 - Inago de bikkuri☆Purinsesu Pāti – "Sorprese dalle locuste☆Princess Party" | 17 settembre 2005 | 25 febbraio 2009           |
| 25 | La quinta festa delle principesse sta per avere inizio. Mentre si prepara per la gara, Altezza sente Rau e Yan architettare un piano per rovinare la festa e costringere Fine e Rein ad usare la magia e, scoperta, viene imprigionata. La festa comincia e, non vedendo arrivare Altezza, le gemelle corrono a cercarla. Contemporaneamente, Shade, che ha visto i loschi individui, con l'aiuto di Milky riesce ad allontanarsi ed entrare in azione come Eclipse. Le due sorelle trovano Altezza, anche se nel farlo creano un po' di scompiglio. Alla fine tutto si risolve e Sophie vince la gara. |                   |                            |
| 26 | Indagini al castello 「大変大変☆プロミネンスできな～い」 - Taihen taihen☆Purominensu dekina~i – "Che guaio☆Non possiamo usare il Prominence~" | 24 settembre 2005 | 26 febbraio 2009           |
| 26 | Avendo notato, durante il quinto party delle principesse, che Shade aveva un polso fasciato, proprio come Eclipse, Fine è sempre più convinta che siano la stessa persona, mentre Rein non è d’accordo: per fare chiarezza partono, quindi, per il Regno della Luna. Intanto il ministro ha attirato e imprigionato Bright con uno stratagemma, così Fine e Rein devono usare il Prominence. Shade accorre in aiuto delle gemelle, rivelando la sua identità di Eclipse, per evitare che gli sia sottratto il potere, ma non vi riesce. |                   |                            |
| 27 | Operazione sorriso 「黒いプーモ☆フォーチュンプリンセス」 - Kuroi Pūmo☆Fōchun Purinsesu – "Poomo oscuro☆Le Principesse della Fortuna" | 1º ottobre 2005   | 27 febbraio 2009           |
| 27 | Fine e Rein hanno perso il potere di Prominence, ma decidono di reagire e non farsi abbattere. Boomo, il folletto del potere oscuro, approfittando dello sconforto di Bright, lo convince ad aspirare al ruolo di padrone assoluto del pianeta Wonder. Mettendo in atto un piano malvagio per conquistare la fiducia della gente, Boomo e Bright rischiano di far del male a molte persone. Fine e Rein vogliono provare a salvare tutti, anche senza la magia, e, per premiarle, appare la principessa Grace che dà loro un nuovo potere e le nomina Principesse della Fortuna. |                   |                            |
| 28 | Il potere della Promina - A caccia di Boomo 「ついにフォーチュン☆これってすごいかも」 - Tsuini Fōchun☆Korette sugoi kamo – "Finalmente Principesse della Fortuna☆È magnifico" | 8 ottobre 2005    | 27 febbraio-2 marzo 2009   |
| 28 | Dopo aver visto mandare a monte il suo piano, Bright se ne va indispettito, lasciando Altezza stupita e confusa. Rein e Fine, volendo aiutare la loro amica, vanno in cerca di Boomo per scoprire perché Bright si comporti in maniera così strana. Contemporaneamente, Altezza vorrebbe che il fratello le spiegasse il suo atteggiamento bizzarro, e mentre è con Bright salta fuori Boomo, che sta scappando dalle gemelle. Le principesse salvano Altezza con il nuovo potere, ma Bright è ormai dalla parte dell’oscurità. |                   |                            |
| 29 | Altezza, principessa triste - La forza del sorriso 「元気を出して☆アルテッサ」 - Genki wo deshite☆Arutessa – "Tirare su di morale☆Altezza" | 15 ottobre 2005   | 3-4 marzo 2009             |
| 29 | La principessa Altezza non riesce ad accettare che suo fratello Bright sia sotto l'influenza del potere oscuro. Fine e Rein, allora, cominciano a cercare il modo per far tornare il principe alla normalità, sfruttando il suggerimento di Pooomo di trovare un antico libro. Anche Shade e Tio aiutano le principesse: il libro viene trovato, ma manca l'ultima e fondamentale pagina, quindi devono partire alla ricerca di maggiori informazioni su come liberare Bright. |                   |                            |
| 30 | La premonizione della Cristallo Bottiglia - Che brutta, la prigione! 「しずくの国☆ニセふたご姫！？」 - Shizuku no Kuni☆Nise futago-hime!? – "Il Regno della Goccia☆Le finte principesse gemelle!?" | 22 ottobre 2005   | 5-6 marzo 2009             |
| 30 | La Cristallo Bottiglia porta le gemelle in un villaggio del Regno della Goccia, dove due ragazzine, Ada ed Ida, si fanno passare per Fine e Rein, terrorizzando la gente. Le principesse vengono accusate da Bright di essere delle bugiarde e vengono portate in prigione. Rein e Fine si liberano grazie all’aiuto di Shade e di Mirlo, quindi si precipitano da Ada ed Ida, che si erano finte le gemelle per avere il cibo necessario per sfamare i loro amici animali. Tutto si chiarisce e le principesse riprendono il viaggio. |                   |                            |
| 31 | La caccia al tesoro - Il tesoro più prezioso 「宝の地図☆掘って掘って掘りまくれ」 - Takara no chizu☆Horutte horutte horimakure – "La mappa del tesoro☆Scava, scava e ancora scava" | 29 ottobre 2005   | 9-10 marzo 2009            |
| 31 | Approdate nel Regno del Mulino a Vento, le principesse hanno fame e chiedono a Sophie di portarle alla bottega del miglior fornaio, Angel, che però è assente perché impegnato in una caccia al tesoro. Anche le principesse partecipano alla ricerca, ma la mappa è solo uno scherzo di Boomo. La figlia minore di Angel, Soma, parte da sola per cercare il forziere e rischia così di cadere in un precipizio. I suoi genitori e le principesse riescono a trovarla in tempo e a salvarla. |                   |                            |
| 32 | La festa del fuoco e delle fiamme - Tio alla riscossa 「がんばれティオ☆メラメラサンバ祭り」 - Ganbare Tio☆Meramera samba matsuri – "Fai del tuo meglio Tio☆Il festival della samba di Meramera" | 5 novembre 2005   | 11-12 marzo 2009           |
| 32 | Nel Regno di Meramera si deve svolgere la festa del fuoco e delle fiamme, durante la quale è tradizione che la famiglia reale si esibisca nella samba. Bright vuole imporre la sua supremazia, ma Tio non lo accetta e desidera mantenere la tradizione. Shade ed Altezza liberano dei magici uccellini che rendevano ipnotizzante la musica di Bright e il ragazzo è costretto a fuggire, ma prima di andare crea disordine: Fine e Rein usano il Prominence e consentono alla festa di proseguire. |                   |                            |
| 33 | Il castello di spine - Scambio d'identità 「ブモブモブウモ☆プモプモプーモ」 - Bumo Bumo Buumo☆Pumo Pumo Pūmo – "Boomo Boomo Boomo☆Poomo Poomo Poomo" | 12 novembre 2005  | 16-17 marzo 2009           |
| 33 | Boomo, deciso a togliere di mezzo le gemelle rinchiudendole nel castello di spine nel Regno di Tanatana, prende il posto di Poomo. Arrivate a Tanatana, Fine, Rein ed Altezza trovano dieci principesse ed il principe Solo preoccupati per Ernie, loro sorella, che si è arrampicata su un albero per cogliere un particolare fiore per Solo e non riesce più a scendere. Le ragazze si prodigano per aiutare la principessina e la salvano. Nel frattempo, Tio e Shade cercano di impedire al ministro di scappare, ma senza successo; liberano poi Poomo, che torna dalle principesse e spiega loro che cos'è successo. |                   |                            |
| 34 | Le sorgenti colorate - Colori in pericolo 「輝け！虹の泉☆ミルロの願い」 - Kagayake! Niji no hoshi☆Miruro no negai – "Brillate! Sorgenti colorate☆Il desiderio di Mirlo" | 19 novembre 2005  | 18-19 marzo 2009           |
| 34 | La Cristallo Bottiglia conduce le principesse nel Regno della Goccia, dove Mirlo è preoccupata per l’imminenete festa delle principesse. Le ragazze decidono di esercitarsi per la gara artistica, disegnando insieme. Bright mischia le acque delle sorgenti colorate, che diventano nere, e l'acqua minaccia di contaminare tutto il regno, ma Fine e Rein usano il Prominence e riportano le sorgenti ai colori originali. Mirlo ritrova il buon umore. |                   |                            |
| 35 | Il summit delle principesse - Salviamo il pianeta Wonder 「危機一髪☆プリンセスサミット」 - Kiki ippatsu☆Purinsesu Samitto – "Situazione critica☆Princess Summit" | 26 novembre 2005  | 20-23 marzo 2009           |
| 35 | Per fermare Bright occorre unire tutte le forze. Fine e Rein organizzano un summit, dove si riuniscono tutti i principi e le principesse del pianeta Wonder. Nel frattempo, il ministro è riuscito a creare lo Scrigno Oscuro, contenente una versione malvagia del potere di Prominence, e lo dona a Bright; appena consegnato lo Scrigno, il ministro viene imprigionando dal potere oscuro. Bright giunge nel Regno Solare con lo scopo di ricaricarsi di Promina e diventare invincibile. Il tentativo da parte di Rein e Fine di fermarlo si rivela inutile. Ma non tutto è perduto: la speranza di salvare Wonder risiede nell'unità dei principi e delle principesse. |                   |                            |
| 36 | Pioggia a pagamento - Il potere dell'oscurità in azione 「ダークなブライト☆嵐のプリンセスパーティ」 - Dāku na Buraito☆Arashi no Purinsesu Pāti – "Dark Bright☆Un tempestoso Princess Party" | 3 dicembre 2005   | 24-25 marzo 2009           |
| 36 | La sesta festa delle principesse, ovvero quella per scegliere la migliore principessa artista, si svolge nel Regno della Goccia. La favorita sembra essere Mirlo, che ha davvero un grande talento, ma l'intervento di Bright mette a soqquadro tutto. Il principe modifica l'opera d'arte di sua sorella e con il suo potere induce la regina Yamul a proclamarla vincitrice e a decretare l’obbligo per tutti i regni di pagare la pioggia. Sconvolta, Altezza prega Fine e Rein di fare qualcosa, ma la loro magia non è efficace contro Bright. La principessa Grace nomina le gemelle Principesse del Sole Eterno, donando loro un nuovo potere, che riporta la situazione alla normalità, mentre Bright fugge. |                   |                            |
| 37 | Le sette pietre di Grace - La bambola di Altezza 「７つの宝を探せ☆グレイス・ストーンの秘密」 - Nanatsu no takara wo sagase☆Gureisu Sutōn no himitsu – "Troviamo i sette tesori☆Il segreto delle pietre di Grace" | 10 dicembre 2005  | 26-27 marzo 2009           |
| 37 | Le principesse sono molto preoccupate: Bright sembra davvero inarrestabile. Il poeta Naginyo si rivela in realtà un servitore di Grace e annuncia a Fine e Rein che l'unico modo per sconfiggere Bright è trovare le sette pietre di Grace, ognuna rappresentante un regno, usate dalla principessa per fronteggiare in passato il potere oscuro. Altezza si ricorda di una particolare gemma applicata a una bambola di quando era piccola e tutte insieme vanno a prenderla. Arriva anche Bright, che ruba la pietra, ma è quella sbagliata: quella giusta, infatti, si trova su un'altra delle bambole di Altezza. |                   |                            |
| 38 | Il tesoro di Sophie 「風の谷の秘密☆ソフィーの宝物」 - Kaze no tani no himitsu☆Sofī no takaramono – "Il segreto del regno del mulino a vento☆Il tesoro di Sophie" | 17 dicembre 2005  | 4 aprile 2009              |
| 38 | Sophie chiama le sue amiche nel Regno del Mulino a Vento per mostrare loro un tesoro. Le principesse partono, convinte che si tratti di una pietra di Grace ma, quando scoprono che non è così, si mettono alla ricerca della gemma. Tuttavia, i custodi dei mulini non sono propensi a collaborare. Solo una di loro, Dolly, si impegna per trovare la pietra in nome dell'amicizia tra sua nonna e Sophie. Arriva anche Bright, deciso ad impossessarsi della gemma, che per fortuna viene recuperata da Sophie. |                   |                            |
| 39 | Il desiderio di Perla 「パールちゃんの祈り☆クリスマスの奇跡」 - Pāru-chan no inori☆Kurisumasu no kiseki – "La preghiera di Pearl☆Il miracolo di Natale" | 24 dicembre 2005  | 5 aprile 2009              |
| 39 | Perla invita le principesse a festeggiare il Natale nel Regno dell'Oceano. Purtroppo, Bright e Boomo le rubano la Lacrima del Corallo, una pietra in grado di realizzare i desideri, credendo che sia una pietra di Grace. Quando si accorgono che non è così, la buttano in una fossa, agitando i pesci che, spaventati, vengono presi dal panico. Fine e Rein invocano il Prominence, ristabilendo l'ordine e facendo tornare i pesci dorati; la Lacrima torna a Perla, che la usa per riportare il fondale al suo splendore e festeggiare il Natale. |                   |                            |
| 40 | Il drago musone 「初笑い☆メラメラ演芸会」 - Hatsuwarai☆Meramera engei-kai – "La prima risata☆Lo spettacolo di varietà di Meramera" | 7 gennaio 2006    | 11 aprile 2009             |
| 40 | Nonostante il re di Meramera sia contrario ad aiutare le gemelle a trovare la pietra di Grace, Lione non può abbandonare le sue amiche e scopre che la gemma è custodita dal drago. Ottenerla non è semplice perché bisogna farlo ridere. Fine e Rein, sostenute da tutte le altre principesse, le provano tutte, ma senza risultati. Rein usa anche il Moongram per far ballare il drago, ma Bright rovina tutto e fa arrabbiare l'animale. Grazie all'espressione buffa di Altezza, però, il drago ride e la pietra viene recuperata. |                   |                            |
| 41 | La prima parola di Narlo 「爆裂ベイビー☆子育て日記」 - Bakuretsu beibī☆Kosodate nikki – "Un bambino iperattivo☆L'agenda dei genitori" | 14 gennaio 2006   | 12 aprile 2009             |
| 41 | Fine, Rein ed Altezza si recano nel Regno della Goccia per prendere un'altra pietra di Grace, ma la regina non sembra disposta a cederla alle gemelle. Anche Bright e Boomo sono interessati alla pietra e si offrono di prendersi cura del piccolo Narlo per ingraziarsi la regina. Tuttavia, accudire un neonato non è semplice e i due lasciano che siano le principesse a pensare al bambino, per poi recuperarlo alla fine. Quando Narlo rischia di cadere nel fiume e Fine e Rein lo salvano, Bright ne approfitta e ruba la pietra. |                   |                            |
| 42 | L'erba della luna piena 「ゲットだ満月草☆ムーンマリアを救え！」 - Getto da mangetsusō☆Mūnmaria wo sukue! – "Cogli l'erba della luna piena☆Salviamo Moon Maria!" | 21 gennaio 2006   | 18 aprile 2009             |
| 42 | L'ombra del potere oscuro grava sul Regno della Luna, facendo peggiorare la salute della regina Maria. L’unico modo per guarirla è un infuso di erba della luna piena, pianta che cresce solo sul dorso di una tartaruga particolare. Mentre Rein rimane con la regina, gli altri ragazzi trovano la tartaruga e, dopo averla presa, colgono l'erba. Intanto Bright arriva al castello della Luna, deciso a sottrarre il potere della regina; Rein riesce a farlo tornare per un breve istante in sé, mentre Fine la raggiunge in tempo per trasformarsi. |                   |                            |
| 43 | Un circo da salvare 「ミラクルサーカス☆とべ！ナッチ」 - Mirakuru sākasu☆Tobe! Natchi – "Il circo dei miracoli☆Forza! Natchi" | 28 gennaio 2006   | 19 aprile 2009             |
| 43 | Fine, Rein e Altezza fanno visita al Regno di Tanatana. Qui aiutano un circo in difficoltà: la trapezista Nacchi, infatti, ha paura a esibirsi dopo un incidente, e le gemelle decidono di darle una mano. Nacchi ritrova la fiducia in se stessa e, grazie alle sue acrobazie, riesce anche a riprendere la pietra di Grace sottratta da Bright e Boomo. |                   |                            |
| 44 | Prove di ballo 「めざせ優勝☆シャル・ウィ・ダンス？」 - Mezase yūshō☆Sharu Ui Dansu? – "Puntare alla vittoria☆Shall We Dance?" | 4 febbraio 2006   | 25 aprile 2009             |
| 44 | L’ultima festa delle principesse ha come tema la danza e le gemelle convincono Shade a ballare con loro. Dato che il ragazzo decide di fare coppia con Rein, Fine rimane senza cavaliere e si mette a cercarne un altro, ma invano. Bright, non essendo nel frattempo riuscito a convincere Altezza delle sue ragioni, scatena un attacco, ma Fine e Rein salvano la situazione. Alla fine le gemelle decidono di ballare insieme: Shade farò quindi coppia con Mirlo. |                   |                            |
| 45 | L'ultimo party delle principesse 「最後のパーティ☆勝利は誰の手に！？」 - Saigo no Pāti☆Shōri wa dare no te ni!? – "L'ultimo party☆La vittoria è a portata di mano!?" | 11 febbraio 2006  | 2 maggio 2009              |
| 45 | Nel Regno del Mulino a Vento si tiene l'ultima festa delle principesse, ma Bright è pronto a rovinarla: per realizzare i suoi piani di conquista deve, infatti, impossessarsi del sigillo del Regno del Mulino a Vento. Boomo convince le principesse ad allontanarsi dalla festa per andare nel labirinto del giardino insieme a i loro amici e li separa,ma dopo loro si ritrovano tutti insieme, quindi ritornano alla festa. Purtroppo il balletto di Fine e Rein fa schierare il re Randa dalla parte di Bright. Bright regala la vittoria a Fine, ma la ragazza rifiuta e tutti gli altri la appoggiano dando il titolo di miglior principessa danzante ad Altezza. La ragazza è felice e ringrazia Auler di aver ballato con lei e di averla aiutata. |                   |                            |
| 46 | Bright conquista il Regno Solare 「行く？行かない？☆ブライトからの招待状」 - Iku? Ikanai?☆Buraito kara no jōtaijō – "Andiamo? Non andiamo?☆L'invito da parte di Bright" | 18 febbraio 2006  | 3 maggio 2009              |
| 46 | Il Regno Solare è sotto assedio e la famiglia reale è costretta alla fuga. Per celebrare il suo trionfo, Bright invita i principi e le principesse ad una festa, alla quale non partecipa nessuno. Fine avverte che Bright ha bisogno di lei e parte da sola per il Regno Solare, ma Rein e gli altri vanno a riprenderla. Fine, però, non riesce a far tornare Bright come prima. |                   |                            |
| 47 | Speranza ed ottimismo 「逆転☆闇のプリンス」 - Gyakuten☆Yami no purinsu – "Capovolgimento☆Il principe dell'oscurità" | 25 febbraio 2006  | 9 maggio 2009              |
| 47 | Sia le gemelle sia Bright si recano nel Regno della Luna alla ricerca di una pietra di Grace. La figlia dei custodi delle paludi, Candy, ammira Bright e inizialmente si schiera dalla sua parte, ma in seguito, dopo aver conosciuto le gemelle, decide di aiutare loro. Fine e Rein salvano i genitori della piccoli, prigionieri di un sortilegio di Bright, che riesce a impossessarsi di sei delle sette pietre di Grace. |                   |                            |
| 48 | L'ultima pietra di Grace 「最後の宝☆恋するブウモ！？」 - Saigo no takara☆Koisuru Buumo!? – "L'ultimo tesoro☆Boomo s'innamora!?" | 4 marzo 2006      | 10 maggio 2009             |
| 48 | L'unico modo per salvare Wonder è trovare l'ultima pietra di Grace e, seguendo il consiglio di Omendo, Fine e Rein vanno nel Regno dell'Oceano, dove giunge anche Bright. Boomo, innamoratosi di Perla, ritorna buono e si ribella a Bright, che gli scatena contro i Cavalieri Oscuri, ma le gemelle li salvano, recuperando anche le pietre rubate. |                   |                            |
| 49 | Il ritorno di Bright 「みんな心☆届け、ブライトに！」 - Minna kokoro☆Todoke, Buraito ni! – "Tutti i cuori☆Arrivate, a Bright!" | 11 marzo 2006     | 16 maggio 2009             |
| 49 | Bright torna nel Regno dei Gioielli e comincia a rendersi conto del male che ha causato. Nel frattempo, Fine e Rein organizzano una festa in suo onore per fargli ricordare la sua vera natura, ma il Cristallo Nero avverte il cambiamento nel principe e lo imprigiona. |                   |                            |
| 50 | Il Cristallo Nero all'attacco 「大暴走☆ブラッククリスタル」 - Daibōsō☆Burakku Kurisutaru – "La grande fuga☆Black Crystal" | 18 marzo 2006     | 17 maggio 2009             |
| 50 | Bright è imprigionato, ma la voce di Rein lo aiuta a ritrovare fiducia e, una volta liberatolo, le gemelle attaccano il frammento del cristallo che si trova nel Regno dei Gioielli. Portato il principe nel Regno della Luna, le gemelle chiedono a Poomo come invocare il Prominence Finale e poi partono per il Regno Solare, dove si trova il nucleo del Cristallo Nero. |                   |                            |
| 51 | Le principesse non si arrendono 「ファイナルプロミネンス☆プリンセスはあきらめない」 - Fainaru Purominensu☆Purinsesu wa akiramenai – "Final Prominence☆Le principesse non si arrendono" | 25 marzo 2006     | 23 maggio 2009             |
| 51 | Nonostante l'ultima pietra di Grace non sia stata trovata, le gemelle vogliono ugualmente invocare il Prominence Finale. Grazie agli amici e a Poomo, che si sostituisce alla settima pietra, Fine e Rein sconfiggono il Cristallo Nero. La principessa Grace toglie alle gemelle gli Scrigni Solari, ma lascia alle gemelle Poomo. La vittoria viene festeggiata con una grande festa; Rein balla con Bright e Fine con Shade. |                   |                            |

### Seconda serie
| Nº | Titolo italiano Giapponese 「Kanji」 - Rōmaji - Traduzione letterale | In onda           | In onda           |
| Nº | Titolo italiano Giapponese 「Kanji」 - Rōmaji - Traduzione letterale | Giapponese        | Italiano          |
| 1  | All'accademia 「新しい学校☆目指せ友だち１００万人」 - Atarashii gakkō☆Mezase tomodachi 100 man-nin – "Una nuova scuola☆L'obiettivo è avere un milione di amici" | 1º aprile 2006    | 5 dicembre 2009   |
| 1  | Per poter aspirare al trono di regine del Regno Solare, Fine e Rein vengono mandate dai loro genitori a studiare all'Accademia Reale di Wonder, sul pianeta Reale. Per una serie di contrattempi, le gemelle perdono il treno e prendono quello successivo, sul quale incontrano il principe Noche del pianeta di Orchestra. Arrivate all'Accademia, Fine e Rein desiderano subito farsi tanti amici, ma tutti le evitano: a spiegargli il motivo di un così strano comportamento intervengono Chiffon e Toma. Intanto, ha inizio la cerimonia di apertura del nuovo anno scolastico, nella quale tutti i nuovi studenti devono toccare la Campana del Sole, una campana magica che suona solo in presenza della Principessa Universale. Quando Fine e Rein, arrivate nuovamente in ritardo, iniziano a esibirsi di fronte agli altri studenti, compare un mostro evocato da Toma: le gemelle toccano la Campana, che suona, liberando i due angioletti Kyukyu e Pyupyu. Fine e Rein si trasformano nelle Principesse Universali e sconfiggono il mostro. |                   |                   |
| 2  | Operazione amicizia 「学園仲良し計画☆着ぐるみダンス」 - Gakuen nakayoshi keikaku☆Kigurumi dansu – "Il piano per fare amicizia a scuola☆La danza in costume" | 8 aprile 2006     | 6 dicembre 2009   |
| 2  | Il vicepreside requisisce gli amuleti a sonaglio che Fine e Rein hanno ricevuto dalla Campana del Sole e li consegna ad Eliza; inoltre, porta via Kyukyu e Pyupyu. Fine e Rein, pur abbattute, decidono di organizzare una grande festa dell'amicizia, ma vengono battute sul tempo da Eliza: la principessa del pianeta delle Celebrità, però, ha organizzato una festa per celebrare il suo ritorno in Accademia. Fine e Rein, vedendo che la festa è noiosa, si mascherano per far ridere gli altri, e Toma evoca un mostro. Eliza cerca di trasformarsi con gli amuleti, ma, non riuscendoci, li abbandona per terra, dove vengono recuperati dalle gemelle. Le due si trasformano di nuovo nelle Principesse Universali grazie a Noche, che nel frattempo ha liberato gli angioletti. Il vicepreside, una volta che le Principesse Universali hanno sconfitto il mostro, vuole requisire ancora gli amuleti, ma interviene il preside: i ciondoli devono rimanere alle Principesse Universali scelte dalla Campana del Sole e per nessun motivo gli devono essere sottratti. |                   |                   |
| 3  | La squadra della commedia 「お笑い兄妹☆レモンとメロン」 - Owarai kyōdai☆Remon to Meron – "I fratelli della commedia☆Lemon e Melon" | 15 aprile 2006    | 12 dicembre 2009  |
| 4  | Rischio di espulsione 「いきなり退学～！？☆初めての授業」 - Ikinari taigaku~!?☆Hajimete no jugyō – "Improvvisamente buttate fuori da scuola~!?☆La prima lezione" | 22 aprile 2006    | 13 dicembre 2009  |
| 5  | Il notiziario dell'accademia 「学園ニュース☆レインの女子アナ大作戦」 - Gakuen nyūsu☆Rein no joshi ana dai sakusen – "Il notiziario scolastico☆La grande strategia di Rein" | 29 aprile 2006    | 19 dicembre 2009  |
| 6  | Attività di club 「クラブ活動☆ファインのおなら大実験」 - Kurabu katsudō☆Fain no onara dai jikken – "Le attività di club☆Il grande esperimento di Fine" | 6 maggio 2006     | 20 dicembre 2009  |
| 7  | Gli angeli birichini 「いたずら天使☆街は大騒ぎ！？」 - Itazura tenshi☆Machi wa ōsawagi!? – "Gli angeli birichini☆La città in confusione!?" | 13 maggio 2006    | 26 dicembre 2009  |
| 8  | Il piccolo Solo 「小さなソロの☆でっかい決意」 - Chīsana Soro no☆Dekkai ketsui – "Il piccolo Solo☆Una grande determinazione" | 20 maggio 2006    | 27 dicembre 2009  |
| 9  | Attraverso il cosmo 「宇宙をこえて☆遠足サバイバル」 - Uchū wo koete☆Ensoku sabaibaru – "Attraverso il cosmo☆Un'escursione di sopravvivenza" | 27 maggio 2006    | 2 gennaio 2010    |
| 10 | Un'amicizia in frantumi 「とだえた友情☆リオーネのまごころ」 - Todaeta yūjō☆Riōne no magokoro – "Un'amicizia perduta☆La sincerità di Lione" | 3 giugno 2006     | 3 gennaio 2010    |
| 11 | Il cuore batte forte 「熱いぜ！☆初恋のデコール」 - Atsuize!☆Hatsukoi no dekōru – "Calore!☆Il decor del primo amore" | 10 giugno 2006    | 9 gennaio 2010    |
| 12 | Gemelle in pericolo 「ふたごピンチ！☆ドキドキの公開授業」 - Futago pinchi!☆Dokidoki no kōkai jugyō – "Le gemelle in pericolo!☆Il cuore che batte durante una lezione pubblica" | 17 giugno 2006    | 10 gennaio 2010   |
| 13 | Lite con l'angelo 「天使とケンカ☆ピュピュの家出」 - Tenshi to kenka☆Pyupyu no iede – "In lotta con l'angelo☆La fuga di PyuPyu" | 24 giugno 2006    | 16 gennaio 2010   |
| 14 | Il tour dell'orrore 「ミステリーツアー☆開かずの扉のナゾ」 - Misuterī tsuā☆Hirakazu no tobira no nazo – "Mistery tour☆Il mistero della porta che non si apre" | 1º luglio 2006    | 17 gennaio 2010   |
| 15 | Il complotto di Toma 「トーマの陰謀☆ステージの甘い罠！」 - Tōma no inbō☆Sutēji no amai wana! – "La cospirazione di Toma☆La dolce trappola del palco!" | 8 luglio 2006     | 23 gennaio 2010   |
| 16 | La verità su Toma 「トーマの真相☆本当の仲間」 - Tōma no shinsō☆Hontō no nakama – "La verità su Toma☆Un vero amico" | 15 luglio 2006    | 24 gennaio 2010   |
| 17 | Finalmente le vacanze! 「いよいよ夏休み！☆テストで大パニック？」 - Iyoiyo natsuyasumi!☆Tesuto de dai panikku? – "Finalmente le vacanze!☆Grande panico con l'esame?" | 22 luglio 2006    | 30 gennaio 2010   |
| 18 | È arrivata l'estate 「夏だ！キャンプにご用心」 - Natsu da! Kyanpu ni goyōjin – "È estate! Attenzione al campeggio" | 29 luglio 2006    | 6 febbraio 2010   |
| 19 | Ritorno a casa 「ただいま！☆ふしぎ星」 - Tadaima!☆Fushigiboshi – "Siamo tornate!☆Pianeta misterioso" | 5 agosto 2006     | 13 febbraio 2010  |
| 20 | Rein in pericolo 「レイン、ピンチ！☆恋のから騒ぎ」 - Rein, pinchi!☆Koi no kara sawagi – "Rein, in pericolo!☆L'agitazione da parte dell'amore" | 12 agosto 2006    | 20 febbraio 2010  |
| 21 | Una vacanza sulla spiaggia 「海でバカンス☆ファンゴと仲良し計画」 - Umi de bakansu☆Fango to nakayoshi keikaku – "Vacanze al mare☆Fango e il piano di buon cuore" | 19 agosto 2006    | 27 febbraio 2010  |
| 22 | Inizio di un nuovo semestre 「もうすぐ新学期☆狙われたシフォン」 - Mōsugu shin gakki☆Nerawareta Shifon – "Tra poco il nuovo semestre☆Chiffon presa di mira" | 26 agosto 2006    | 6 marzo 2010      |
| 23 | Bisogna farlo 「やるっきゃない！☆ポイントアップ大作戦」 - Yarukkyanai!☆Pointoappu daisakusen – "Bisogna farlo!☆La grande strategia del Point-up" | 2 settembre 2006  | 13 marzo 2010     |
| 24 | Balla, Fine! 「跳べファイン！☆汗と涙のプリバウアー」 - Tobe Fain!☆Ase to namida no puribauā – "Salta Fine!☆Pre-Bauer di sudore e lacrime" | 9 settembre 2006  | 20 marzo 2010     |
| 25 | Obiettivo: vittoria! 「目指せ優勝！☆ダンスコンテスト」 - Mezase yūshō!☆Dansu Kontesuto – "Punta alla vittoria!☆Dance Contest" | 16 settembre 2006 | 27 marzo 2010     |
| 25 | Fine si allena con Trois, la principessa del Pianeta Step, per la gara di ballo dell'Accademia; alla sera, le gemelle ricevono una lettera minatoria dallo spirito maligno, che preannuncia tristezza e disperazione se il giorno dopo parteciperanno alla gara. Per permettere a Fine di pensare solo alla gara, Rein e Poomo decidono di tenere d'occhio la situazione e riescono a contrastare tutti gli incantesimi; ma, quando arriva il turno di Fine e Trois, lo spirito maligno crea una sostanza appiccicosa che avvolge le due principesse, impedendo loro di muoversi, e tutti gli spettatori. Rein libera la sorella e insieme riescono a salvare tutti, ma, a causa della sostanza, Fine si è fatta male a una caviglia e Trois è costretta a esibirsi da sola: la loro squadra riesce comunque a vincere, arrivando a pari merito con la squadra Wonder. |                   |                   |
| 26 | Tanti auguri! 「おめでとう！☆天使のハーフバースデイ」 - Omedetō!☆Tenshi no hāfu bāsudei – "Auguri!☆Il mezzo compleanno degli angeli" | 23 settembre 2006 | 3 aprile 2010     |
| 26 | Fine e Rein salvano KyuKyu e PyuPyu dallo spirito maligno, che vuole catturare i due angeli. Terrorizzate dall'accaduto, KyuKyu e PyuPyu non smettono di piangere, e Rein propone loro di scrivere su una stellina la cosa a loro più preziosa. Mentre le gemelle organizzano agli angioletti una festa di mezzo compleanno a sorpresa, KyuKyu e PyuPyu disegnano proprio le due principesse. Prima che la festa cominci, però, lo spirito rapisce gli angeli. |                   |                   |
| 27 | Salvate gli angeli 「天使を救え！☆暗黒のプリンス」 - Tenshi wo sukue!☆Ankoku no purinsu – "Salvate gli angeli!☆Il principe dell'oscurità" | 30 settembre 2006 | 10 aprile 2010    |
| 27 | Lo spirito maligno, che si presenta come Edward, è riuscito a rapire KyuKyu e PyuPyu, e anche Fango è finito tra le sue grinfie per aver cercato di contrastarlo. Fine e Rein non riescono a ottenere aiuto dal vicepreside, ma Chiffon trova su un libro un quadro raffigurante Edward e scopre che andava in coppia con quello di una principessa. Le gemelle concludono così che Edward si sente disperato perché ha perso la sua amata e, per farlo tornare a sorridere, organizzano uno spettacolo comico per lui nel cortile dell'Accademia. Edward, però, fa credere agli angeli che a Fine e Rein non importa nulla di loro e che stavano organizzando una festa a loro insaputa per divertirsi senza di loro. Dopo essere riuscito a portare KyuKyu e PyuPyu dalla sua parte, Edward attacca l'Accademia con suoi mostri e Bright e Shade rimangono feriti. Fine e Rein si sentono responsabili per l'accaduto, ma Chiffon le esorta a non arrendersi: le due gemelle riescono così a far capire agli angeli quanto tengano a loro e si trasformano in Grandi Principesse Universali. Con questo nuovo potere, Fine e Rein sconfiggono Edward, riportando la felicità all'Accademia, e poi, insieme agli angeli e ai loro amici, festeggiano il mezzo compleanno di KyuKyu e PyuPyu. |                   |                   |
| 28 | La perfida studentessa! 「悪の優等生＠ビビン登場」 - Aku no yūtōsei@Bibin tōjō – "La perfida studentessa@Appare Bibin" | 7 ottobre 2006    | 17 aprile 2010    |
| 28 | Bibin, la principessa del Pianeta Oscuro, arriva all'Accademia per sostenere l'esame di diploma dell'Accademia Oscura, che consiste nel raccogliere il frutto dell'Infelicità nato dai Semi dell'Infelicità. Per raggiungere il suo scopo, Bibin pianta un seme nel quaderno sul quale Lemon annota tutte le idee da attuare nei suoi spettacoli comici, e così la principessa non riesce più a far ridere nessuno e lo spettacolo organizzato dopo le lezioni si rivela un disastro perché tutti piangono. Fine e Rein, però, si trasformano e riescono a eliminare il frutto dell'Infelicità e il seme. |                   |                   |
| 29 | Lascia fare a Rein! 「レインにおまかせ☆どきどきラブレター」 - Rein ni omakase☆Dokidoki raburetā – "Lascia fare a Rein☆La lettera d'amore col batticuore" | 14 ottobre 2006   | 24 aprile 2010    |
| 29 | Rein istituisce una cassetta della posta tramite la quale gli studenti possono mandarle delle lettere per ricevere consigli su come risolvere i loro problemi. Tra le lettere, Rein ne trova una di Mirlo, che le chiede di aiutarla a trovare il mittente di una lettera d'amore che ha ricevuto. Insieme a Poomo, le due ragazze cominciano a indagare per la scuola, ma, a causa di un seme dell'Infelicità, Mirlo comincia a credere che si tratti solo di uno scherzo crudele. Vedendo la principessa piangere, Pastel, suo compagno nel club d'arte, confessa alle gemelle di aver scritto lui la lettera perché dovrà presto partire per raggiungere il padre malato. Dopo che le principesse hanno eliminato il seme, Pastel confessa la verità a Mirlo e parte per il suo pianeta, promettendole, però, di scriverle. |                   |                   |
| 30 | La comparsa di Edochin 「復活☆暗黒のプリンス」 - Fukkatsu☆Ankoku no purinsu – "Ritorno☆Il principe dell'oscurità" | 21 ottobre 2006   | 1º maggio 2010    |
| 30 | Edward, ancora in vita, incontra Bibin, che gli dà il corpo di un maialino di nome Edochin e lo prende al suo servizio. |                   |                   |
| 31 | La fontana dell'amore 「ハートの砂で☆ハッピーデート！？」 - Hāto no suna de☆happī dēto!? – "La sabbia nel cuore☆Appuntamento felice!?" | 28 ottobre 2006   | 8 maggio 2010     |
| 31 | Fine e Rein vengono a conoscenza dell'esistenza della fontana dell'amore, una fontana che realizza tutti i desideri romantici. Recatesi alla fontana, Rein esprime il desiderio di avere un appuntamento con Bright e Fine quello di mangiare tanti dolci. Entrambi i desideri si realizzano e Rein passa la giornata con Bright alla ricerca di un regalo di compleanno per la regina del Regno dei Gioielli. Le principesse sventano, inoltre, un altro piano di Bibin, che cerca di distruggere i desideri delle persone mettendo un seme dell'Infelicità nella fontana. |                   |                   |
| 32 | PyuPyu e KyuKyu 「ピュピュとキュキュ☆初めてのお使い」 - Pyupyu to Kyukyu☆Hajimete no otsukai – "PyuPyu e KyuKyu☆Il primo incarico" | 4 novembre 2006   | 15 maggio 2010    |
| 32 | Camelot ha preparato la sua famosa torta del sole per le gemelle, ma il dolce viene mangiato quasi tutto dalla golosa PyuPyu e Fine si arrabbia perché lo sognava da tutta la mattina. Per rimediare, gli angeli si offrono di andare a comprare gli ingredienti che servono per rifare la torta, ma Bibin pianta un seme nel borsellino per far sprecare loro tutti i soldi. Gli angeli riescono a resistere alle tentazioni che incontrano per strada, ma alla fine usano i soldi per comprare del cibo a Edochin, travestito da cane randagio, e dal borsellino sboccia il frutto dell'Infelicità. Fine e Rein, però, che li avevano seguiti, risolvono la situazione e alla fine mangiano per merenda un dolce preparato da Lemon, la montagna povera. |                   |                   |
| 33 | Le principesse investigatrici 「名探偵ふたご姫☆犯人は誰だ！？」 - Meitantei futago-hime☆Hannin wa dare da!? – "Le principesse gemelle investigatrici☆Chi è il colpevole!?" | 11 novembre 2006  | 22 maggio 2010    |
| 33 | Il professor Ban Jo chiede aiuto a Fine e Rein per ritrovare un orologio d'oro regalatogli da un suo vecchio insegnante: le principesse, improvvisandosi investigatrici, decidono di ricostruire gli ultimi movimenti dell'uomo. Dopo un buco nell'acqua, Altezza nota una gazza ladra con un orologio nel becco, ma, proprio quando riescono a prenderlo, Bibin vi pianta un seme. Eliminato il fiore dell'Infelicità, le gemelle scoprono che l'orologio trovato non è quello del professore, che aveva invece spostato il proprio sul polso destro in preparazione alla vaccinazione. |                   |                   |
| 34 | La costanza di Toma 「トーマの辛抱☆湯けむり修学旅行」 - Tōma no shinbō☆Yukemuri shūgakuryokō – "La costanza di Toma☆Fumante gita scolastica" | 18 novembre 2006  | 29 maggio 2010    |
| 34 | Gli studenti dell'Accademia partono per una gita scolastica al Pianeta dei Panorami e, a loro insaputa, vengono seguiti da Bibin. Arrivate al Beauty Hotel, le gemelle scoprono che ci lavora Toma: il ragazzo s'impegna molto per far tornare l'albergo popolare come un tempo e attirare nuovi clienti, e le gemelle decidono di aiutarlo. Bibin, intanto, pianta un seme nel gatto portafortuna dell'albergo, che si anima e comincia a combinare guai in tutto l'hotel. Quando il fiore sboccia, però, Fine e Rein lo eliminano. |                   |                   |
| 35 | La gentilezza di Toma 「トーマの人情☆思い出の森を守れ」 - Tōma no ninjō☆Omoide no mori wo mamore – "La gentilezza di Toma☆Proteggi la foresta dei ricordi" | 25 novembre 2006  | 5 giugno 2010     |
| 35 | Fine e Rein esplorano il Pianeta dei Panorami insieme a Chiffon e Toma, godendosi la gita nonostante Bibin faccia loro degli scherzi. Arrivati alla Foresta dei Ricordi, scoprono che il signor Pauro l'ha acquistata per farne un parco di divertimenti, ma riescono a convincerlo della bellezza della natura e l'uomo rinuncia al suo progetto; tuttavia, Bibin pianta un seme dell'Infelicità nella vecchia casa sull'albero di Pauro. Fine e Rein, trasformatesi, risolvono la situazione e Pauro decide di far tornare famoso il Pianeta dei Panorami con l'aiuto di tutti gli abitanti; Toma, invece, parte per l'Accademia con i suoi amici. |                   |                   |
| 36 | Chi è la sposa? 「花嫁は誰？☆超セレブなプリンセスパーティ」 - Hanayome wa dare?☆Chō serebuna purinsesu pāti – "Chi è la sposa?☆Il Princess Party delle super celebrità" | 2 dicembre 2006   | 12 giugno 2010    |
| 36 | All'Accademia arriva Hills, ricchissimo principe del Regno Favoloso, alla ricerca della principessa perfetta, cioè quella che gli farà più complimenti, da fare sua sposa. Rein, però, capisce che il principe non è felice e con Fine organizza un picnic per fargli comprendere che si può trovare la felicità semplicemente divertendosi con i propri amici, senza essere continuamente adulati. Quando Hills sceglie Rein come principessa perfetta, Bibin, presentatasi al ricevimento in incognito, pianta un seme dell'Infelicità; una volta eliminato il seme, Rein rifiuta la proposta di matrimonio di Hills, ma gli promette che resteranno per sempre buoni amici. |                   |                   |
| 37 | Che cosa fai, Bibin? 「どうするビビン！？☆ふたごのお茶会」 - Dō suru Bibin!?☆Futago no ocha-kai – "Che cosa fai Bibin?☆Il tea party delle gemelle" | 9 dicembre 2006   | 19 giugno 2010    |
| 37 | Fine e Rein si accorgono che Bibin le segue sempre e, pensando si senta sola e che vorrebbe passare del tempo con gli amici, decidono di invitarla a un tea party organizzato insieme alle altre principesse. Assistendo ai preparativi, Bibin pianta un seme dell'Infelicità nella teiera per rovinare la festa, senza sapere che è in suo onore. Intanto, non riuscendo a trovare la principessa del Pianeta Oscuro per consegnarle l'invito, Fine lo dà a Edochin che lo butta nella spazzatura. Nel frattempo, non vedendo arrivare Bibin, le principesse decidono di bere una tazza di tè per riscaldarsi, ma diventano infelici a causa del seme, che sboccia nel frutto dell'Infelicità. Fine e Rein riescono a distruggerlo, ma Bibin, pur avendo scoperto che la festa era per lei, se ne va, portando via, però, la coppa di gelato e il gioiello fatto per lei dalle principesse. |                   |                   |
| 38 | Noche lavora sodo 「頑張るノーチェ♪新しいメロディ」 - Ganbaru Nōche♪Atarashii merodi – "Forza Noche♪Una nuova melodia" | 16 dicembre 2006  | 26 giugno 2010    |
| 38 | Si sta avvicinando Natale e le gemelle decidono di organizzare una festa danzante. Fine chiede a Noche di suonare alla festa, ma il ragazzo non conosce melodie allegre e non riesce a comporne una perché è sempre pessimista. Fine, allora, decide di scoprire che cosa lo rende felice e passa una giornata con Noche a sperimentare gli svaghi proposti dagli studenti dell'Accademia, ma nessuno raggiunge lo scopo; Noche, però, scopre che a renderlo felice è proprio stare con Fine e riesce a comporre una melodia allegra e gioiosa adatta per ballare. In quel momento, Bibin pianta un seme per assorbire la felicità della melodia di Noche, ma Rein e Fine si trasformano e lo eliminano. |                   |                   |
| 39 | Un felice Natale 「ハッピークリスマス☆ビビンとなかよし計画」 - Happī Kurisumasu☆Bibin to nakayoshi keikaku – "Un felice Natale☆Bibin e il piano da buone amiche" | 23 dicembre 2006  | 3 luglio 2010     |
| 39 | Bibin invita Fine e Rein a casa sua per festeggiare il Natale, giocando loro tanti scherzi ai quali, però, non fanno caso. Le principesse portano poi Bibin in città per farle conoscere la magia del Natale, visto che sul suo pianeta non viene festeggiato, e la ragazza si diverte, ma poi si ricorda le parole della direttrice Black, cioè che deve cancellare il sorriso dal viso delle persone, e pianta un seme dell'Infelicità. Fine e Rein, però, lo distruggono e danno a Bibin il loro regalo di Natale, un paio di guanti. |                   |                   |
| 40 | La corsa dell'anno nuovo 「新春カートレース☆お年玉は誰の手に！？」 - Shinshun kātorēsu☆Otoshidama wa dare no te ni!? – "Nuovo anno☆Chi vincerà la corsa automobilistica!?" | 6 gennaio 2007    | 10 luglio 2010    |
| 40 | All'Accademia si tiene l'Eliza Cup, la corsa automobilistica dell'anno nuovo organizzata dalla principessa Eliza, alla quale partecipa anche Bibin, che vuole dimostrare lealmente di essere migliore delle gemelle. Poco prima di arrivare al traguardo, il ponte di corda sul quale passano le macchine cede, rischiando di far cadere tutti nel fiume. Fine e Rein, però, salvano gli amici grazie alla loro magia; alla fine, la corsa viene vinta da Edochin. |                   |                   |
| 41 | Il primo amore di PyuPyu 「ピュピュの初恋♥ビビンのワナ」 - Pyupyu no hatsukoi♥Bibin no wana – "Il primo amore di PyuPyu♥La trappola di Bibin" | 13 gennaio 2007   | 17 luglio 2010    |
| 41 | Vedendo i continui insuccessi di Bibin, la direttrice Black consegna alla sua allieva gli Amuleti Oscuri, degli oggetti che aumentano la felicità di chi li porta; intanto, le gemelle si accorgono che Pyupyu si comporta in modo strano e, concludendo che si è innamorata, decidono di scoprire chi è il fortunato insieme alle loro amiche. Dopo alcune indagini, scoprono che Pyupyu si è presa una cotta per un uccello che l'ha salvata da un corvo, ma Bibin decide di assorbire la felicità dell'angioletto. Mentre le principesse cercano l'uccello per farlo conoscere meglio a Pyupyu, Edochin le consegna uno degli Amuleti Oscuri, quello a forma di anello, che s'infila al collo del volatile e, quando Bibin pianta un seme, lo trasforma in un mostro. Fine e Rein, però, risolvono la situazione e Pyupyu può finalmente conoscere meglio l'innamorato, che si scopre essere un uccello migratore. L'angioletto deve quindi salutarlo in attesa di rivederlo l'anno seguente. |                   |                   |
| 42 | Fine si sposa? 「ファインがお嫁さん？☆どきどきノーチェ」 - Fain ga o yomesan?☆Dokidoki Nōche – "Fine si sposa?☆Noche col batticuore" | 20 gennaio 2007   | 24 luglio 2010    |
| 42 | All'Accademia arriva il padre di Noche, che chiede a Fine di sposare suo figlio. La principessa rifiuta, ma l'uomo le lancia una sfida: se Fine vincerà in una competizione a sua scelta, non dovrà sposare Noche. La principessa decide di disputare una partita di calcio e il re, volendo far vincere a tutti i costi il figlio, compra da Bibin una cavigliera, in realtà un Amuleto Oscuro, che fa diventare chi la indossa un calciatore provetto. Durante la partita, Bibin pianta un seme nella cavigliera, facendo nascere così un frutto dell'Infelicità che viene eliminato dalle gemelle. Non potendo continuare la partita a causa dei danni riportati dal campo ed essendo il punteggio 1-0 in favore di Noche, il padre del ragazzo prende Fine per portarla nel Regno Orchestra e organizzare la festa di fidanzamento, ma Noche si ribella, non volendo che Fine lo sposi contro la sua volontà. |                   |                   |
| 43 | Il paradiso delle punizioni 「減点パラダイス☆大暴走マーチ」 - Genten paradaisu☆Dai bōsō Māchi – "Il paradiso delle punizioni☆March in fuga" | 27 gennaio 2007   | 31 luglio 2010    |
| 43 | March è esausta perché non riesce a star dietro a tutte le infrazioni al regolamento scolastico commesse dagli studenti, ed Edochin ne approfitta, consegnandole un Amuleto Oscuro a forma di occhiali, che permette di vedere qualsiasi infrazione commessa in qualunque punto della scuola. Soddisfatto del lavoro svolto da March, il vicepreside le conferisce il potere d'inventare nuove regole, e in poco tempo la ragazza rende l'Accademia un posto tranquillo e silenzioso. Bibin approfitta della felicità della principessa per piantare un seme, che viene però eliminato da Fine e Rein. Visto l'accaduto, il vicepreside annulla tutti i punti di demerito assegnati da March e snellisce le regole della scuola, eliminando quelle inutili e facilitando, in questo modo, il compito del Comitato della Morale Pubblica. |                   |                   |
| 44 | Il duello 「激突！☆ファンゴとフィンゴ」 - Gekitotsu!☆Fango to Fingo – "Il duello!☆Fango e Fingo" | 3 febbraio 2007   | 7 agosto 2010     |
| 44 | All'Accademia arriva Fingo, il fratello minore di Fango, venuto a sfidarlo a duello perché vuole che torni nel suo regno per governare insieme. Le gemelle gli promettono che cercheranno di convincere Fango a seguirlo, ma Bibin inganna Fingo, dicendogli che in realtà Fine e Rein stanno cercando di farlo desistere dal duello, e gli dona un Amuleto Oscuro che gli farà vincere la sfida. Intanto, le gemelle parlano con Fango, scoprendo che non vuole tornare nel Regno di Gretel perché, a causa del suo brutto carattere, non è amato e i cortigiani vorrebbero suo fratello come sovrano. Quando Fingo sfida il fratello maggiore, dall'Amuleto Oscuro sboccia un frutto dell'Infelicità, che le gemelle distruggono. I fratelli si chiariscono e Fango promette a Fingo di tornare nel regno una volta preso il diploma. |                   |                   |
| 45 | Eliza è innamorata 「恋するエリザベータ♥手作りバレンタイン」 - Koisuru Erizabēta♥Tezukuri Barentain – "Elisabetta è innamorata♥San Valentino fatto a mano" | 10 febbraio 2007  | 14 agosto 2010    |
| 45 | È arrivato San Valentino e le principesse Fine, Rein, Chiffon ed Eliza preparano i cioccolatini sotto la guida di Camelot e Lulu. Eliza, però, non essendo soddisfatta, decide di riprovarci e Bibin, travestita, le regala l'ultimo Amuleto Oscuro, un nastro per i capelli, che fa confezionare alla principessa dei cioccolatini bellissimi. Il giorno dopo, Eliza consegna il pacchettino a Fango, ma quando capisce di essersi innamorata di lui Bibin pianta un seme dell'Infelicità; le gemelle intervengono ed eliminano il frutto, riuscendo poi a consegnare i loro cioccolatini a Shade e Bright. Vedendo che Bibin ha fallito nuovamente, la direttrice Black decide di intervenire lei stessa per sconfiggere le Grandi Principesse Universali. |                   |                   |
| 46 | Un addio straziante 「涙の別れ☆解散！？チームセレブ」 - Namida no wakare☆Kaisan!? Chīmuserebu – "Un addio in lacrime☆Finito!? Squadra di celebrità" | 17 febbraio 2007  | 21 agosto 2010    |
| 46 | Carla e Sasha sono disperate perché, avendo contraddetto Eliza, la principessa non le vuole più vedere. Intanto, all'Accademia arriva la direttrice Black, che prende di mira proprio le due ragazze. Grazie all'aiuto di Fine e Rein, Eliza, Carla e Sasha tornano amiche, ma Bibin approfitta del momento per piantare un seme dell'Infelicità. Le gemelle lo eliminano, e Bibin, pur avendo fallito, si sente sollevata. |                   |                   |
| 47 | I tre samurai 「三匹のサムライ☆頑張れブライト」 - San-hiki no samurai☆Ganbare Buraito – "I tre samurai☆Forza Bright" | 24 febbraio 2007  | 28 agosto 2010    |
| 48 | Il fiore della felicità 「ハッピーの花☆シェイドの宝物」 - Happī no hana☆Sheido no hōmotsu – "Il fiore della felicità☆Il tesoro di Shade" | 3 marzo 2007      | 4 settembre 2010  |
| 48 | La direttrice Black ordina a Bibin di far cadere Shade nello sconforto più totale, per poi succhiargli tutta la felicità quando tornerà a sorridere. A questo scopo, la ragazza ed Edochin, nottetempo, distruggono i fiori del giardino della scuola che Shade cura con il giardiniere. Insieme agli amici, il principe rimette a posto il disastro, ma Bibin pianta un seme a lavoro ultimato. Una volta eliminato il seme, le gemelle aiutano Shade a riparare i danni creati dal frutto dell'Infelicità e decidono di chiamare il nuovo fiore del giardiniere "fiore della felicità". |                   |                   |
| 49 | Le gemelle contro Bibin 「ふたごＶＳビビン☆最後の対決！」 - Futago VS Bibin☆Saigo no taiketsu! – "Le gemelle contro Bibin☆L'ultimo scontro!" | 10 marzo 2007     | 11 settembre 2010 |
| 49 | L'Accademia Reale organizza una grande festa per celebrare il gemellaggio con l'Accademia Oscura. Durante i preparativi, Edochin, come ordinato dalla direttrice Black, trova la Campana del Sole, nella quale Bibin pianta un seme dell'Infelicità. Durante la festa, il seme sboccia e il frutto dell'Infelicità risucchia gli studenti; Bibin, però, aiuta le gemelle a salvare tutti e le Grandi Principesse Universali liberano la direttrice dalla possessione del malvagio Re del Cristallo Nero, che aveva guidato fino ad allora tutte le sue azioni. |                   |                   |
| 50 | Accademia in pericolo 「ブラッククリスタルキング登場☆学園の危機」 - Burakku Kurisutaru Kingu tōjō☆Gakuen no kiki – "Appare Black Crystal King☆Il pericolo dell'accademia" | 17 marzo 2007     | 31 luglio 2011    |
| 51 | Il miracolo della Promina 「届け！☆奇跡のプロミネンス」 - Todoke!☆Kiseki no Purominensu – "Raggiungi!☆Prominance del miracolo" | 24 marzo 2007     | 31 luglio 2011    |
| 52 | Risuona! Campana di pace! 「鳴りひびけ！☆平和のベル」 - Nari hibike!☆Heiwa no beru – "Risuona!☆Campana di pace" | 31 marzo 2007     | 31 luglio 2011    |